# União de Tomar
União Futebol Comércio e Indústria de Tomar ist ein portugiesischer Fußballverein aus Tomar.

## Geschichte
União de Tomar wurde 1914 gegründet. In den 1940er Jahren spielte der Klub erstmals kurzzeitig in der zweitklassigen Segunda Divisão, konnte sich dort jedoch nicht dauerhaft etablieren. Zwischenzeitlich im unterklassigen regionalen Ligabereich unterwegs erreichte die Mannschaft in den 1960ern die drittklassige Terceira Divisão und stieg 1965 erneut in die Segunda Divisão auf. 1968 schaffte der Klub erstmals den Sprung in die Primeira Divisão, wo er in der Spielzeit 1968/69 als Tabellenzehnter das beste Ergebnis der Vereinsgeschichte erzielte. Am Ende der folgenden Saison stieg die Mannschaft als Schlusslicht gemeinsam mit Sporting Braga ab. Nach dem sofortigen Wiederaufstieg hielt sich die Mannschaft erneut zwei Spielzeiten in der höchsten Spielklasse, ehe sie am Ende der Spielzeit 1972/73 punktgleich mit União de Coimbra und Atlético CP das Abstiegstrio bildete. Erneut erwies sie sich für die zweite Spielklasse zu stark, abermals hielt sie sich nach dem direkten Wiederaufstieg für zwei Spielzeiten in der Erstklassigkeit. In der Spielzeit 1975/76 war nach dem letzten Spieltag die Tordifferenz entscheidend, diese fiel im Vergleich zum punktgleichenNeuling SC Beira-Mar schlechter aus.
União de Tomar rutschte in den 1980er Jahren bis in den regionalen Amateurbereich ab, über die Terceira Divisão kehrte der Klub jedoch 1990 erneut in die Segunda Divisão zurück. Nach dem erneuten Abstieg 1993 ging es später wieder in den regionalen Ligabereich, zwischen 1998 und 2002 spielte der Klub nochmals in der nun viertklassigen Terceira Divisão. Als Distrikt-Pokalsieger trat die Mannschaft in der Folge unregelmäßig durch die Qualifikation für den Taça de Portugal weiters überregional in Erscheinung.